# Chessy (Ródano)
Chessy es una comuna francesa situada en el departamento de Ródano, de la región de Auvernia-Ródano-Alpes.

## Demografía
| 878 | 942 | 977 | 1 098 | 1 262 | 1 313 | 1 509 | 1 982 |
| Para los censos de 1962 a 1999 la población legal corresponde a la población sin duplicidades (Fuente: INSEE [Consultar]) |     |     |       |       |       |       |       |